# Йохан III фон Тенген-Вартенфелс
Йохан III фон Тенген-Вартенфелс (на немски: Johann III von Thengen-Wartenfels; † сл. 20 март 1408) е граф на Тенген-Вартенфелс (в кантон Золотурн), Неленбург в Хегау в Баден-Вюртемберг, Германия.

## Произход и наследство
Той е син на рицар Йохан I фон Еглизау-Тенген († 1381) и съпругата му Анна фон Вартенфелс († 14 февруари 1364), дъщеря на Николаус фон Вартенфелс. Потомък е на Конрад I фон Тенген († 22 май 1277) и Хайнрих I фон Тенген († сл. 1237), фогт на Тенген.
Замъкът Тенген е построен от фрайхерен (по-късните графове) фон Тенген ок. 1150 г. През средата на 13 век се основава и град Тенген. Графството се дели на „предно“ и „задно“ господство.
Йохан III фон Тенген наследява от майка си дворец Вартенфелс (в кантон Золотурн, Швейцария). Той се преименува на фон Вартенфелс. През 1422 г. господарите на Тенген наследяват Графство Неленбург и Ландграфство Неленбург, които през 1465 г. ги продават на Хабсбургите.

## Фамилия
Йохан III фон Тенген-Вартенфелс се жени пр. 1363 г. за графиня Маргарета фон Неленбург († сл. 1381), дъщеря на граф Еберхард III фон Неленбург († 10 март 1371) и Ирмгард фон Тек († 13 декември 1363), дъщеря на херцог Лудвиг III фон Тек († 1334) и Маргарета фон Труендинген († 1348). Те имат седем деца:
- Йохан IV фон Еглизау-Неленбург († 25 февруари 1438), фрайхер на Тенген, граф на Еглизау и Неленбург, женен за Анна Малтерер († сл. 1438), дъщеря на Мартин Малтерер, господар на Валдкирх, фогт в Елзас, Зундгау († 1386) и Анна фон Тирщайн † 1401)
- Анна фон Тенген-Неленбург (* ок. 1400; † 21 април 1427), омъжена пр. 1419 г. за граф Хайнрих V фон Фюрстенберг († 10 август 1441)[4]
- Елизабет фон Тенген († сл. 1381)
- Агнес фон Тенген († пр. 31 януари 1427)
- Маргарета фон Тенген († сл. 1381)
- Бенедикта фон Тенген († сл. 1381)
- ? Еберхард фон Тенген († сл. 1391)

## Галерия
- Герб на графовете на Тенген, ок. 1340
- Останки от замък Тенген
- Дворец Вартенфелс в Золотурн
- Реконструкция на замък Неленбург